# Rafał Olejniczak
Rafał Olejniczak (ur. 1970) – polski konsultant, coach, reżyser, fotograf, dziennikarz telewizyjny i radiowy.

## Życiorys
Absolwent Uniwersytetu SWPS, Canadian International Management Institute i Uniwersytetu Śląskiego. Od roku 2015 jest konsultantem biznesowym (doradztwo, warsztaty, szkolenia) i profesjonalnym coachem i mentorem. Specjalizuje się w executive coachingu (coaching dla menedżerów wyższego szczebla) i coachingu kariery. Jako konsultant i trener stale współpracuje z Pracownią Gier Szkoleniowych z Warszawy, gdzie współtworzył program rozwojowy dla liderów The Game Changers Academy. Indywidualną działalność rozwija w ramach firmy A.P. PALMA Sp. z o.o., w której jest odpowiedzialny za rozwój biznesu.
W latach 1995–2009 i 2011–2015 współtworzył Radio Zet i Grupę Eurozet jako członek zarządu, redaktor naczelny, zastępca redaktora naczelnego, dyrektor rozwoju, dyrektor informacji, a także reporter i dziennikarz.
Doświadczenie telewizyjne zdobywał przede wszystkim w TVP1 i TVP2. W latach 2011–2015 był współtwórcą plenerowych koncertów muzycznych „Lato ZET i Dwójki”, które prowadził m.in. z Anną Popek, Magdaleną Mielcarz i Mariką. W 2012 prowadził wspólnie z Agnieszką Szulim program Bitwa na głosy – Afterparty. W tym samym roku wspólnie z Maciejem Kurzajewskim i Klaudią Carlos prowadził w TVP1 koncert i plebiscyt „Euro 2012”. Był autorem porannych przeglądów prasy w programie „Pytanie na śniadanie” (w TVP2). W latach 2013–2014 współtworzył i prowadził (razem z Joanną Moro) koncerty świąteczne „Cała Polska śpiewa kolędy”. W roku 2013 współprowadził program sylwestrowy w Telewizji Polsat.
Jako fotograf współpracował z wydawnictwem National Geographic. W roku 2010 wydał w tym wydawnictwie pionierski album „Pier(w)si w Polsce” z udziałem znanych Polek (m.in. Beaty Tyszkiewicz, Moniki Olejnik, Doroty Wellman, Grażyny Wolszczak i Patrycji Markowskiej), a w roku 2013 National Geographic był patronem jego 3. indywidualnej wystawy fotograficznej pt. „Wszystkie niewłaściwe momenty”. Kuratorem wystawy był fotograf National Geographic Tomasz Tomaszewski.
Jest także reżyserem koncertów, wydarzeń kulturalnych i teledysków.

## Życie prywatne
W latach 2016–2025 był żonaty z Andżeliką Piechowiak, z którą ma córkę (ur. 2018).